# Temazcal

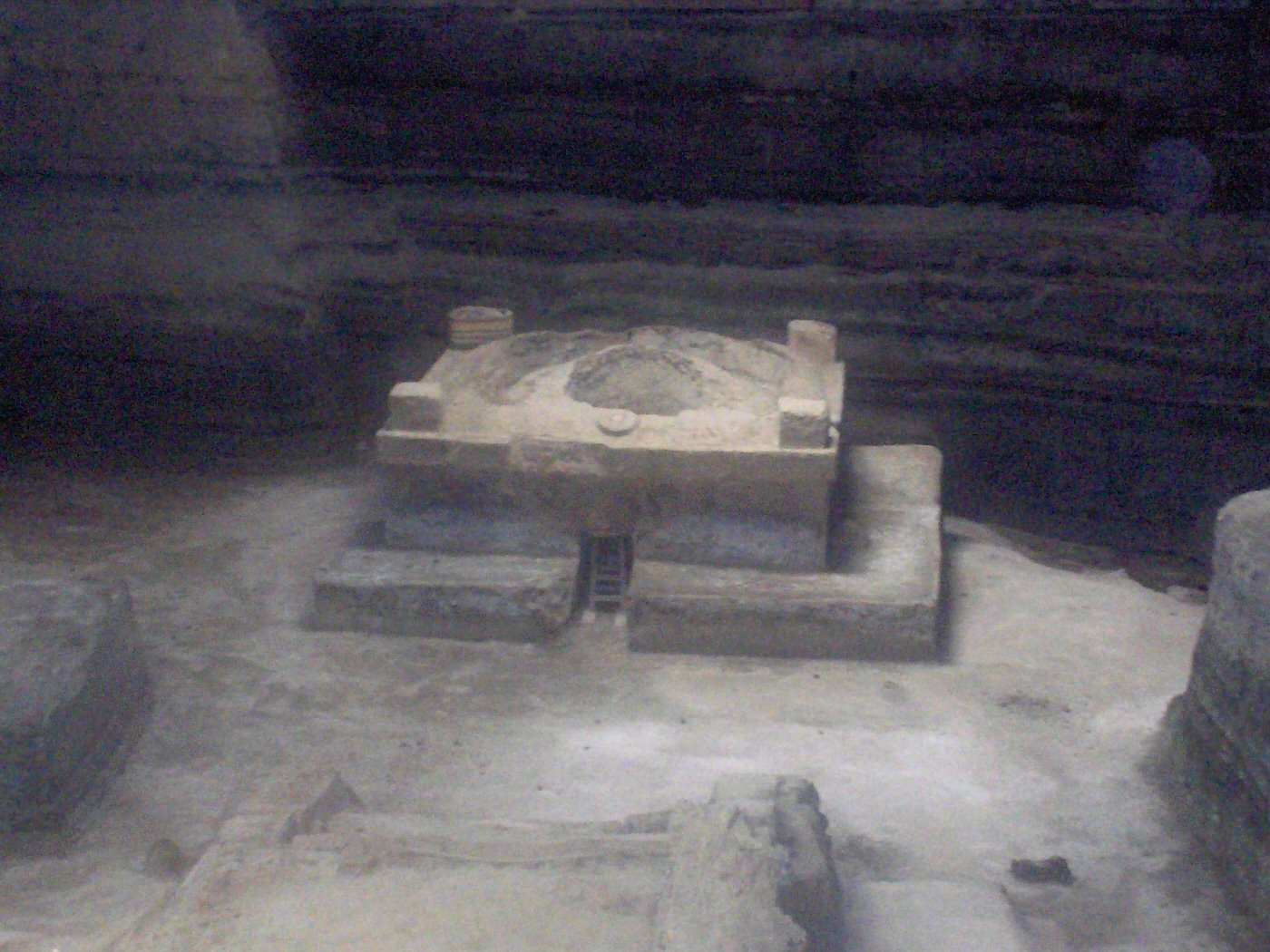
Temazcal a salvadori Joya de Cerénben

A temazcal az ősi mezoamerikai eredetű gőzfürdők legelterjedtebb megnevezése. Mexikóban és a közép-amerikai országokban számos régészeti területen tártak fel ilyeneket, de léteznek modern temazcalok is. Régen nemcsak a tisztálkodást szolgálták, hanem gyógyhatásukat is kihasználták (például szülések utáni kezelésekre), valamint rituális szerepük is volt.

## Elnevezései
A nemzetközileg elterjedt temazcal szó a navatl nyelvből ered: a tema jelentése „gőz”, a callié pedig „ház”. A maja nyelvben régen zumpulcheének hívták, a mai maja nyelveken azonban egészen más neve van: mam nyelven chuj, kanhobalul chu, kicséül tuj, celtál nyelven pedig pus. A taraszkók a huriguequa, a totonákok a saq szót használják rá, míg Tajínban xiaca néven volt ismert.

## Az ősi temazcalok lelőhelyei
Temazcalokat Mezoamerika számos vidékén feltártak: a maja civilizációhoz tartozó Palenquében, Chichén Itzában, Piedras Negrasban, San Antonióban, Quiriguában, Agua Tibiában és Los Cimientos-Chustumban éppúgy, mint a Mexikói-fennsíkon található Tlatelolcóban, Xochicalcóban és Teotihuacanban vagy a keletebbre fekvő Filo-Bobosban és Cantonában.

## Leírása
Az ősi temazcalok többségét a városok olyan részein tárták fel, ahol vallási, rituális szertartásokat tartottak, gyakran közvetlenül labdajátékpályák mellé építették őket. Valószínűleg készítőik hite szerint mint egyfajta „kapu”, összeköttetést teremtettek a felszín és a túlvilág között.
Felépítésük a palotákéhoz és a templomokéhoz volt hasonló, és méretük is azt mutatja, hogy fontos szerepet játszottak a helyiek életében. Számos régi kódexben (például a Magliabechiano-, a Tudela-, a Vatikáni B-, a Borgia- és az Aubin-kódexekben) megtalálható ábrázolásai bizonyítják, hogy épületeik lehettek nyeregtetősek, kupolával fedettek vagy síktetősek, az ásatások során előkerült példányok alapján pedig megállapítható, hogy alaprajzuk kör, négyzet vagy hosszabb téglalap is lehetett. Lehettek föld felettiek, félig földbe ásottak és föld alattiak is, kapacitásuk akár a 30 főt is elérhette. Falaik készülhettek összetapasztott kövekből, vályogból, nádból vagy faragott kőből is, talajuk lehetett döngölt föld, de le is kövezhették, és voltak vízelvezetéses és anélküli létesítmények is. A gőzt is többféleképpen állíthatták elő: volt, hogy köveket vagy kerámiadarabokat hevítettek fel, és erre zúdították rá a vizet, de olyan is előfordult, hogy egy, közvetlenül a fürdő melletti kemence falára locsolták a vizet, amely a forró felületen gőzzé alakult.

## Képek

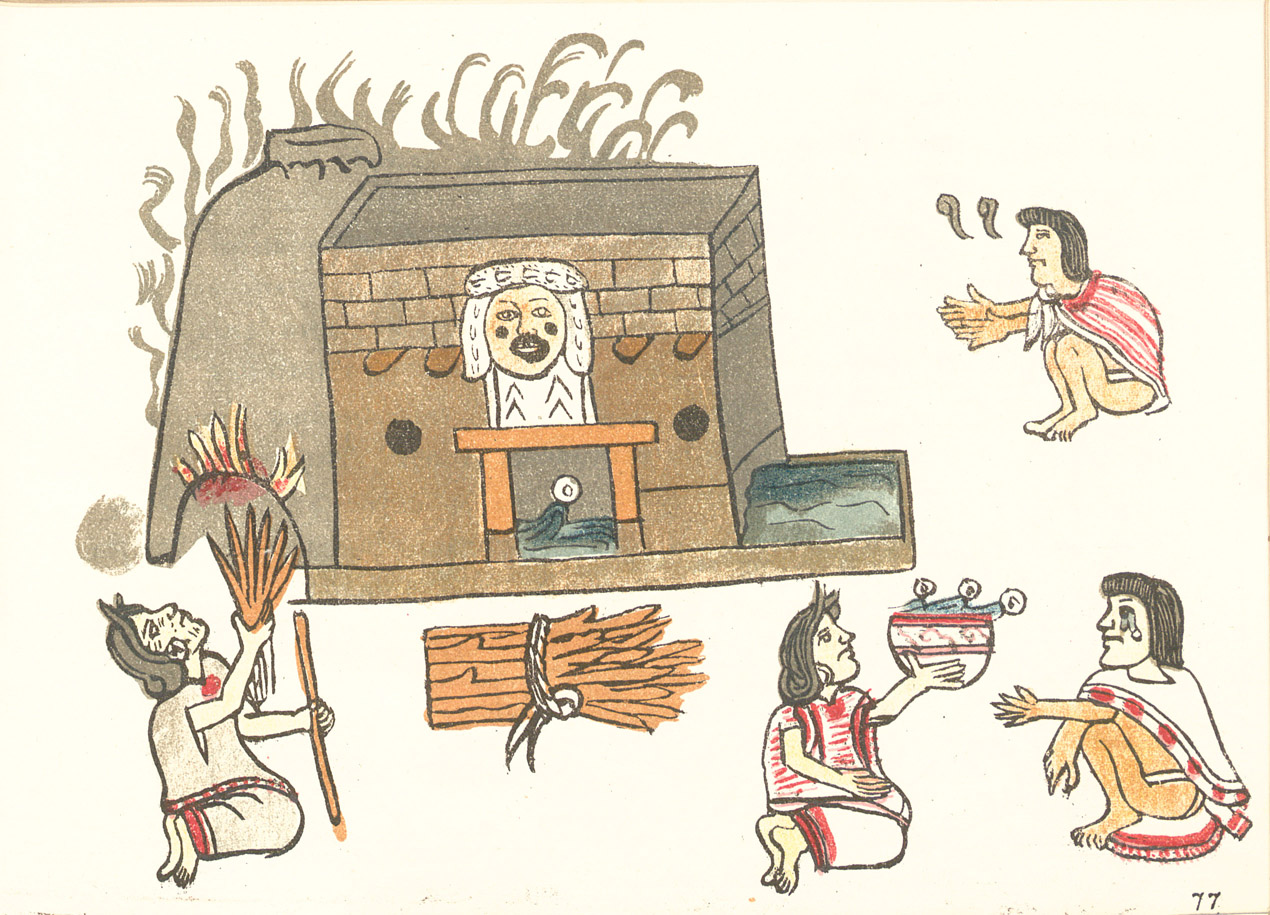
Temazcal-ábrázolás a Magliabechiano-kódexben
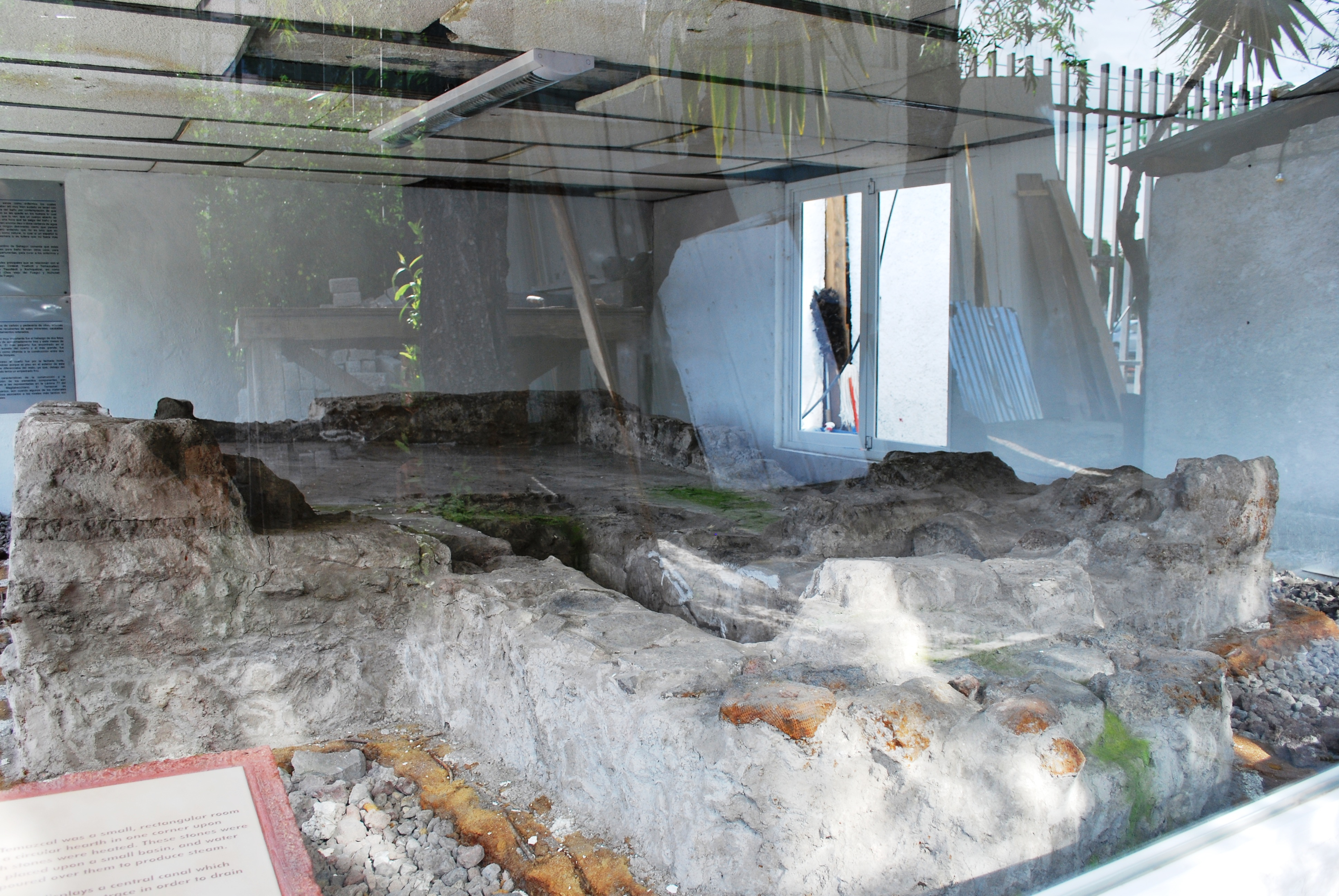
Temazcalmaradványok Tlatelolcóban
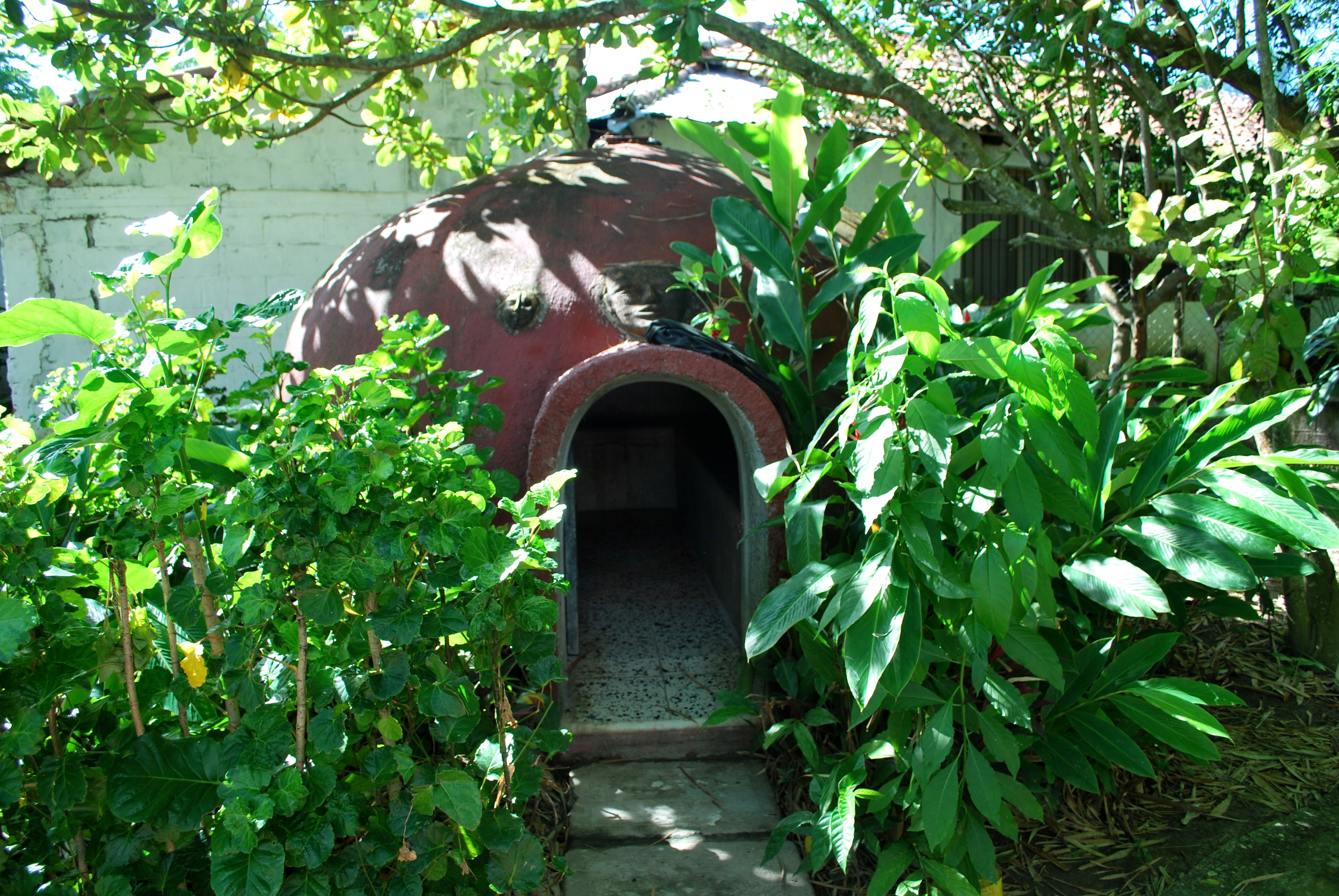
Modernkori temazcal a mexikói Tabasco államban
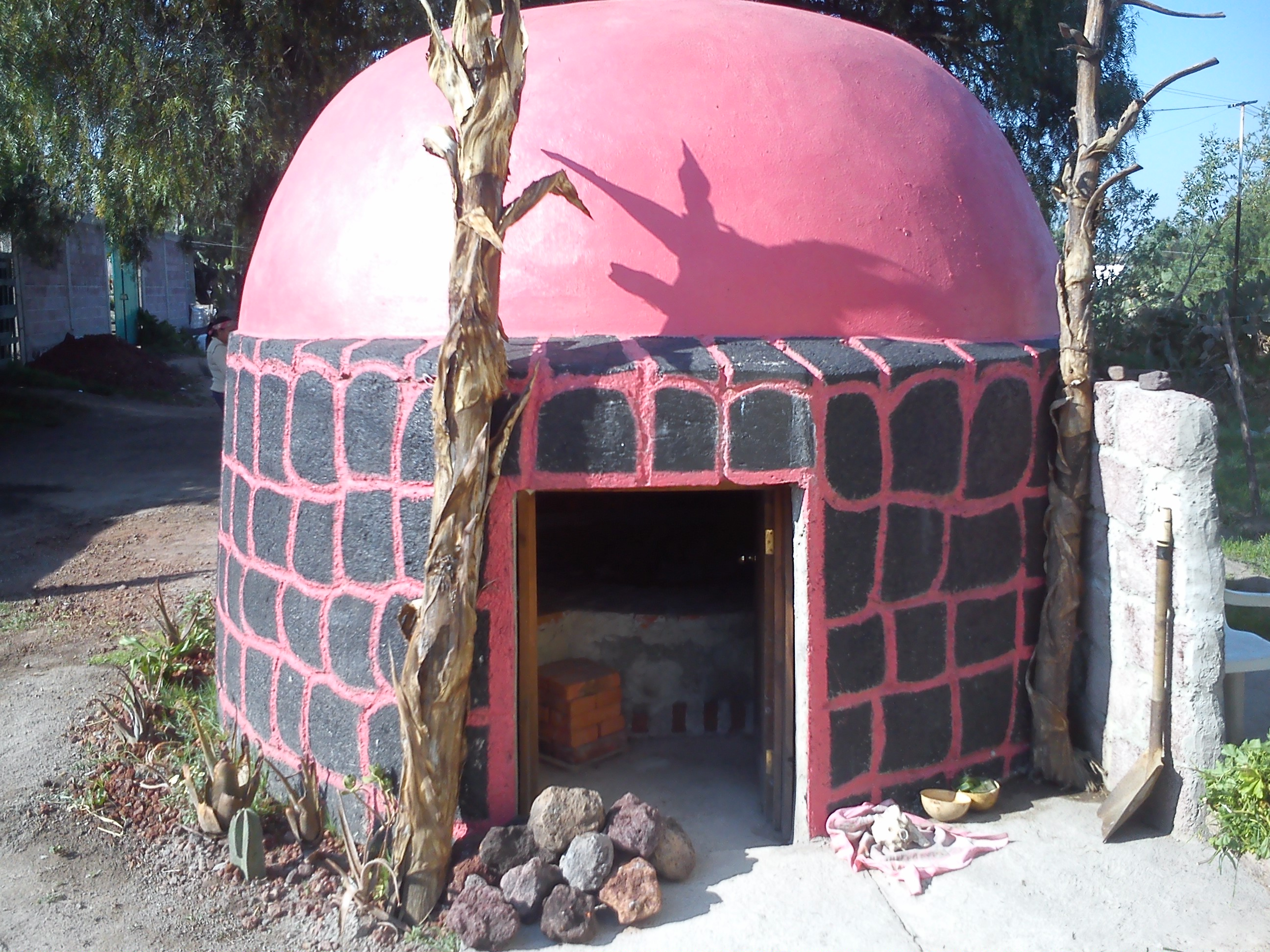
Modern temazcal a mexikói Temascalapában